# 詹姆斯·格雷 (英國政治人物)

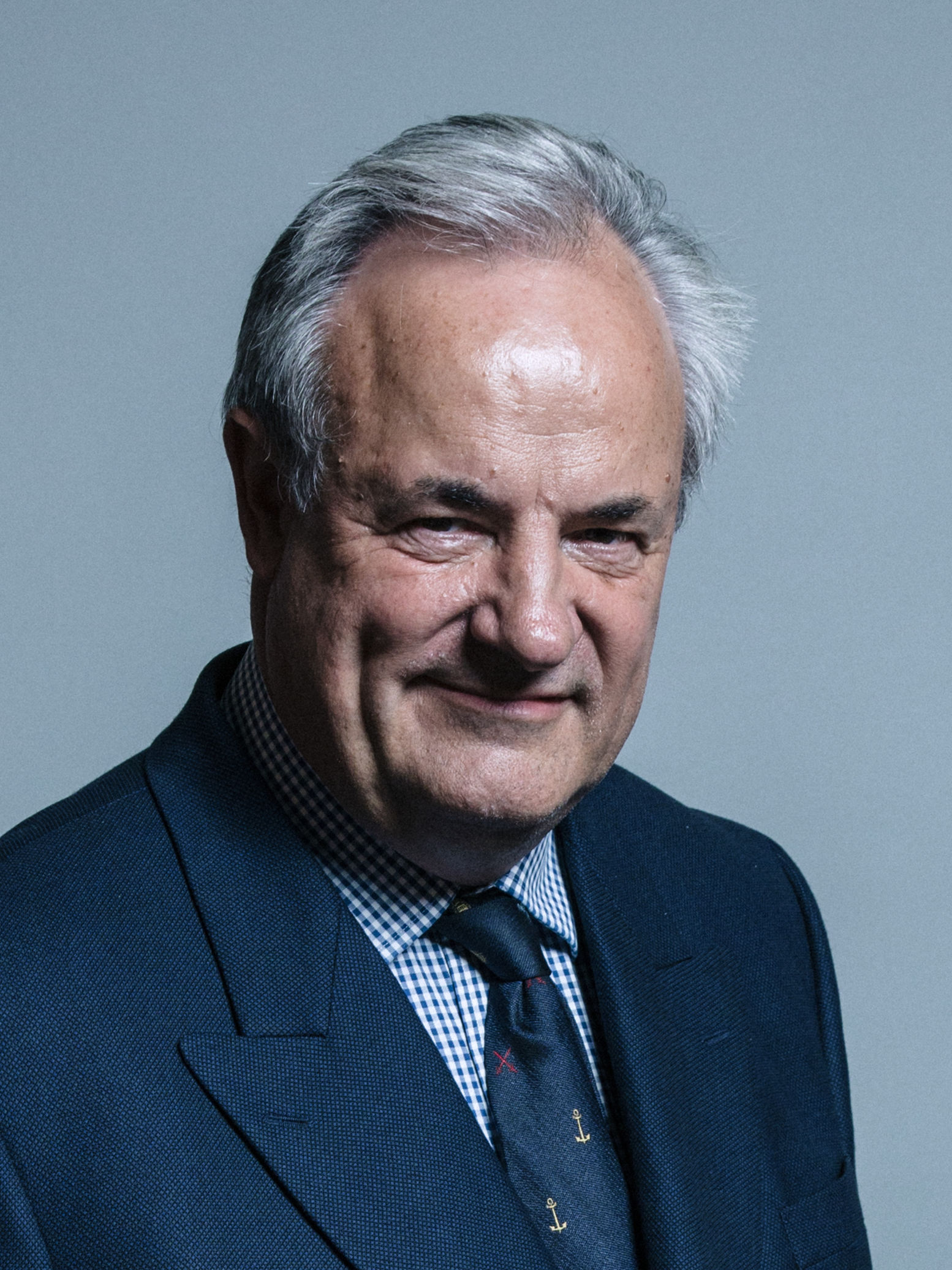
詹姆斯·格雷

詹姆斯·格雷（英語：James Gray，1954年11月7日—）是一位英格蘭政治人物，他的黨籍是保守黨。自1997年開始，他擔任北威爾特郡選區選出的英國下議院議員。他曾就讀於牛津大學基督堂學院。